# Aldo Zadrima
Aldo Zadrima (Tirana, 15 gennaio 1948) è uno scacchista albanese.

## Biografia
Negli anni 60 intraprese una lunga e duratura carriera in questo sport dove ha ottenuto ottimi risultati.
Nel 1994 vinse il torneo nazionale di scacchi e divenne il campione d'Albania.
Si è distinto anche in ambito internazionale rappresentando il suo paese in ben 5 olimpiadi mondiali di scacchi. 
Noto è il suo incontro con Veselin Topalov, ex campione del mondo, dove lo stesso Zadrima ha introdotto una nuova mossa teorica in apertura, mettendo in seria difficoltà il campione .
Durante la sua carriera si è dedicato molto alla teoria di questo gioco, dove negli anni, è riuscito a creare 4 nuove combinazioni in fase di apertura, che tuttora fanno parte della letteratura mondiale scacchistica.
Nel 2000 si è ufficialmente ritirato dallo sport. 
Ora fa parte della classifica internazionale FIDE ed è giudice nel comitato olimpico albanese.